# 法律主體
法律主體，又稱法律關係主體或權利主體，是指在法律关系中享受權利、負擔義務之主體，包括自然人、法人、及其他主体。在不同類型的法律中，有不同類型的主體而不限於人，例如在動物保護的相關法令中，動物也可以作為權利主體。